# Llista de topònims de Rodès
Llista de topònims (noms propis de lloc) de Rodès (Conflent).
Informació actualitzada per un bot. Els canvis manuals es perdran quan s'actualitzi!

## dolmen
| imatge | Nom                     | Ubicat a | instància de | Detalls | coordenades                                                       | Protecció | Commons (més fotos) | Dades a WD                    |
| ------ | ----------------------- | -------- | ------------ | ------- | ----------------------------------------------------------------- | --------- | ------------------- | ----------------------------- |
|        | dolmen de la Guardiola  | Rodès    | dolmen       |         | 42° 39′ 44″ N, 2° 32′ 57″ E / 42.6622°N,2.54917°E                 |           |                     | Modifica les dades a Wikidata |
|        | dolmen del Serrat Blanc | Rodès    | dolmen       |         | 42° 40′ 46″ N, 2° 32′ 11″ E / 42.679305555556°N,2.5364722222222°E |           |                     | Modifica les dades a Wikidata |

## església
| imatge | Nom                               | Ubicat a | instància de          | Detalls                                                                                            | coordenades                                                                | Protecció                     | Commons (més fotos)                        | Dades a WD                    |
| ------ | --------------------------------- | -------- | --------------------- | -------------------------------------------------------------------------------------------------- | -------------------------------------------------------------------------- | ----------------------------- | ------------------------------------------ | ----------------------------- |
|        | Mare de Déu de Domanova           | Rodès    | església Ús: església | Estil: arquitectura romànica Dedicat a: Verge Maria                                                | 42° 38′ 12″ N, 2° 33′ 30″ E / 42.63655555555555°N,2.5583888888888886°E     | monument històric inventariat | Église Notre-Dame de Domanova              | Modifica les dades a Wikidata |
|        | Sant Feliu de Ropidera            | Rodès    | església Ús: església | Estil: arquitectura romànica 12nd century Anomenat per: Feliu de Girona Dedicat a: Feliu de Girona | 42° 39′ 57″ N, 2° 32′ 31″ E / 42.665777777778°N,2.5418333333333°E Ropidera |                               | Église Saint-Félix de Ropidera             | Modifica les dades a Wikidata |
|        | Sant Joan Evangelista de Rodès    | Rodès    | església              | Dedicat a: Joan Evangelista                                                                        | 42° 39′ 31″ N, 2° 33′ 45″ E / 42.658539°N,2.562496°E                       |                               | Église Saint-Jean-l'Évangéliste de Rodès   | Modifica les dades a Wikidata |
|        | església de Sant Valentí de Rodès | Rodès    | església Ús: església | Estil: arquitectura romànica Dedicat a: Valentí de Roma                                            | 42° 39′ 33″ N, 2° 33′ 49″ E / 42.6591°N,2.56368°E                          |                               | Église Saint-Valentin de Rodès             | Modifica les dades a Wikidata |
|        | església de l'Assumpció de Rodès  | Rodès    | església              | | 42° 39′ 32″ N, 2° 33′ 44″ E / 42.658858°N,2.562213°E                       |                               | Église Notre-Dame-de-l’Assomption de Rodès | Modifica les dades a Wikidata |

## muntanya
| imatge | Nom                            | Ubicat a                     | instància de | Detalls | coordenades                                                                  | Protecció | Commons (més fotos) | Dades a WD                    |
| ------ | ------------------------------ | ---------------------------- | ------------ | ------- | ---------------------------------------------------------------------------- | --------- | ------------------- | ----------------------------- |
|        | La Cogulera                    | Rodès                        | muntanya     |         | 42° 39′ 42″ N, 2° 32′ 10″ E / 42.661661°N,2.536017°E 830 msnm                |           |                     | Modifica les dades a Wikidata |
|        | Pic Fabra                      | Glorianes Rodès Bula d'Amunt | muntanya     |         | 42° 37′ 05″ N, 2° 34′ 29″ E / 42.618°N,2.574806°E 774.4 msnm                 |           |                     | Modifica les dades a Wikidata |
|        | Puig de Mill                   | Rodès                        | muntanya     |         | 42° 40′ 13″ N, 2° 32′ 27″ E / 42.670227777778°N,2.5408194444444°E 521 msnm   |           |                     | Modifica les dades a Wikidata |
|        | Puig de Miralles               | Glorianes Rodès              | muntanya     |         | 42° 37′ 15″ N, 2° 33′ 11″ E / 42.620886°N,2.553033°E 656 msnm                |           |                     | Modifica les dades a Wikidata |
|        | Puig de les Planes             | Rodès                        | muntanya     |         | 42° 41′ 26″ N, 2° 31′ 31″ E / 42.690444444444°N,2.5252222222222°E 576.8 msnm |           |                     | Modifica les dades a Wikidata |
|        | Roc Vaquer                     | Rodès Bulaternera            | muntanya     |         | 42° 38′ 14″ N, 2° 34′ 20″ E / 42.637094°N,2.572275°E 371.9 msnm              |           |                     | Modifica les dades a Wikidata |
|        | Roca Sabardana                 | Rodès                        | muntanya     |         | 42° 40′ 01″ N, 2° 32′ 57″ E / 42.6669°N,2.549147°E 464.4 msnm                |           |                     | Modifica les dades a Wikidata |
|        | Serrat Blanc                   | Rodès                        | muntanya     |         | 42° 40′ 38″ N, 2° 31′ 51″ E / 42.67720833°N,2.530825°E 555 msnm              |           |                     | Modifica les dades a Wikidata |
|        | Turó de Sant Pere de Bell-lloc | Rodès                        | muntanya     |         | 42° 39′ 20″ N, 2° 32′ 44″ E / 42.655644°N,2.545506°E 298 msnm                |           |                     | Modifica les dades a Wikidata |

## port de muntanya
| imatge | Nom               | Ubicat a                     | instància de     | Detalls | coordenades                                                     | Protecció | Commons (més fotos) | Dades a WD                    |
| ------ | ----------------- | ---------------------------- | ---------------- | ------- | --------------------------------------------------------------- | --------- | ------------------- | ----------------------------- |
|        | Coll de Canoetes  | Bula d'Amunt Rodès           | port de muntanya |         | 42° 37′ 29″ N, 2° 34′ 29″ E / 42.624861°N,2.574694°E            |           |                     | Modifica les dades a Wikidata |
|        | Coll de Sant Pere | Rodès                        | port de muntanya |         | 42° 39′ 13″ N, 2° 32′ 41″ E / 42.653739°N,2.544697°E 255.6 msnm |           |                     | Modifica les dades a Wikidata |
|        | Coll de Terranera | Rodès                        | port de muntanya |         | 42° 38′ 44″ N, 2° 33′ 44″ E / 42.6455°N,2.5621°E 233 msnm       |           |                     | Modifica les dades a Wikidata |
|        | Coll del Peiró    | Bula d'Amunt Glorianes Rodès | port de muntanya |         | 42° 37′ 05″ N, 2° 34′ 29″ E / 42.618°N,2.574833°E               |           |                     | Modifica les dades a Wikidata |
|        | Les Collades      | Rodès                        | port de muntanya |         | 42° 39′ 32″ N, 2° 33′ 56″ E / 42.658992°N,2.565628°E 302.1 msnm |           |                     | Modifica les dades a Wikidata |

## riu
| imatge | Nom               | Ubicat a                    | instància de | Detalls                                                   | coordenades | Protecció | Commons (més fotos) | Dades a WD                    |
| ------ | ----------------- | --------------------------- | ------------ | --------------------------------------------------------- | --- | --------- | ------------------- | ----------------------------- |
|        | Ribera de Croses  | Glorianes Rodès             | riu          | Desemboca: Tet Llarg: 10km                                | 42° 35′ 35″ N, 2° 34′ 12″ E / 42.59300833333333°N,2.5700666666666665°E 42° 38′ 50″ N, 2° 33′ 22″ E / 42.64714722222222°N,2.556236111111111°E |           |                     | Modifica les dades a Wikidata |
|        | Ribera de Rigardà | Rodès Jóc Glorianes Rigardà | riu          | Desemboca: Ribera de Croses Llarg: 11.6km                 | 42° 36′ 57″ N, 2° 32′ 08″ E / 42.615916666666664°N,2.535513888888889°E 42° 38′ 50″ N, 2° 33′ 22″ E / 42.64714722222222°N,2.556236111111111°E |           |                     | Modifica les dades a Wikidata |
|        | Tet               | Pirineus Orientals          | riu          | Desemboca: mar Mediterrània Llarg: 115.8km Conca: 1369km² | 42° 42′ 48″ N, 3° 02′ 23″ E / 42.713333333333°N,3.0397222222222°E                                                                            |           | Têt                 | Modifica les dades a Wikidata |

## Misc
| imatge | Nom                            | Ubicat a                 | instància de                                | Detalls                                   | coordenades | Protecció                     | Commons (més fotos)     | Dades a WD                    |
| ------ | ------------------------------ | ------------------------ | ------------------------------------------- | ----------------------------------------- | --- | ----------------------------- | ----------------------- | ----------------------------- |
|        | Canoetes                       | Pirineus Orientals Rodès | poble                                       |                                           | 42° 37′ 30″ N, 2° 34′ 25″ E / 42.62495°N,2.5737222222222°E 624.1 msnm                                                     |                               |                         | Modifica les dades a Wikidata |
|        | Estació de Domanova - Rodès    | Rodès                    | antiga estació de ferrocarril               |                                           | 42° 38′ 59″ N, 2° 33′ 38″ E / 42.649672°N,2.560667°E 214 msnm                                                             |                               | Gare de Domanova-Rodès  | Modifica les dades a Wikidata |
|        | Gorges de la Guillera          | Rodès                    | canyó                                       |                                           | 42° 39′ 39″ N, 2° 33′ 56″ E / 42.660813888889°N,2.5655527777778°E 169.1 msnm                                              |                               |                         | Modifica les dades a Wikidata |
|        | Pont d'en Labau                | Bulaternera Illa Rodès   | aqüeducte pont                              | Travessa: Tet Hi passa: Rec Reial de Tuïr | 42° 39′ 40″ N, 2° 34′ 10″ E / 42.661°N,2.56934°E                                                                          | monument històric inventariat | Pont aqueduc d'en Labau | Modifica les dades a Wikidata |
|        | Ropidera                       | Rodès                    | veïnat poble                                |                                           | 42° 40′ 34″ N, 2° 32′ 35″ E / 42.676°N,2.543°E 42° 40′ 28″ N, 2° 32′ 37″ E / 42.674452777778°N,2.5435277777778°E 482 msnm |                               |                         | Modifica les dades a Wikidata |
|        | casa de la vila de Rodès       | Rodès                    | instal·lació Ús: seu del govern local       |                                           | 42° 39′ 25″ N, 2° 33′ 42″ E / 42.6570598100298°N,2.56153123835047°E fr:EL CARRER GRAN, 66320 RODES                        |                               |                         | Modifica les dades a Wikidata |
|        | castell de Rodès               | Rodès                    | castell                                     |                                           | 42° 39′ 33″ N, 2° 33′ 48″ E / 42.65916667°N,2.56333333°E 298.4 msnm                                                       |                               |                         | Modifica les dades a Wikidata |
|        | estació meteorològica de Vinçà | Rodès                    | estació meteorològica                       |                                           | 42° 39′ 20″ N, 2° 32′ 52″ E / 42.6555°N,2.547833°E 251 msnm                                                               |                               |                         | Modifica les dades a Wikidata |
|        | presa de Vinçà                 | Vinçà Rodès              | presa de gravetat Ús: regadiu aigua potable | 1975 Llarg: 191m Alt: 55m                 | 42° 39′ 27″ N, 2° 32′ 39″ E / 42.65760819919939°N,2.544109288184753°E                                                     |                               |                         | Modifica les dades a Wikidata |